# Nikolaj Malevskij-Malevitj
Nikolaj Andrejevitj Malevskij-Malevitj (ryska: Николай Андреевич Малевский-Малевич), född 8 december 1856 i Moskva, död 1917, var en rysk diplomat.
Malevskij-Malevitj tjänstgjorde sedan 1886 i ryska utrikesministeriet, där han 1897 blev avdelningschef. Åren 1906–07 var Malevskij-Malevitj, som tidigare utnämnts till senator, underhandlare om rysk-japanska handelstraktaten och blev i juli 1908 rysk ambassadör i Tokyo, en befattning vilken han lämnade 1914.